# Ястребинохвостый трогон
Ястребинохвостый трогон (лат. Trogon clathratus) — вид птиц семейства трогоновых. Встречается в Коста-Рике и Панаме<.

## Классификация
Ястрибинохвостый трогон не имеет подвидов.

## Описание
Длина тела ястребинохвостого трогона около 30 см, масса примерно 130 г. У самца жёлтый клюв, беловатые глаза и черноватое лицо, подбородок и горло. Темя, затылок, верхняя часть тела и грудь радужно-зеленые. Брюхо и анальное отверстие розово-красные. Верхняя сторона хвоста голубовато-зеленая, а нижняя аспидно-серая с тонкими белыми полосами. Самка заменяет зелёный цвет самца на аспидно-серый с оливковым оттенком на груди. Надклювье самки тёмное.

## Распространение и среда обитания
Ястребинохвостый трогон встречается вдоль Карибского склона на протяжении всей Коста-Рики и в западной части Панамы; он также встречается локально на склоне Тихого океана в Панаме. Он населяет средний ярус и нижний полог зрелых влажных или влажных предгорных и нижних горных лесов. Обычно встречается в глубине леса, а также на опушках и в тенистых полуоткрытых ландшафтах. Обитает на высоте от 90 до 1360 м над уровнем моря. Он спускается на более низкие высоты к концу сезона дождей, но почти никогда не встречается в ровных низинах.

## Рацион
Рацион ястребинохвостого трогона состоит в основном из фруктов и крупных насекомых, но иногда также включает мелких лягушек и ящериц.

## Размножение

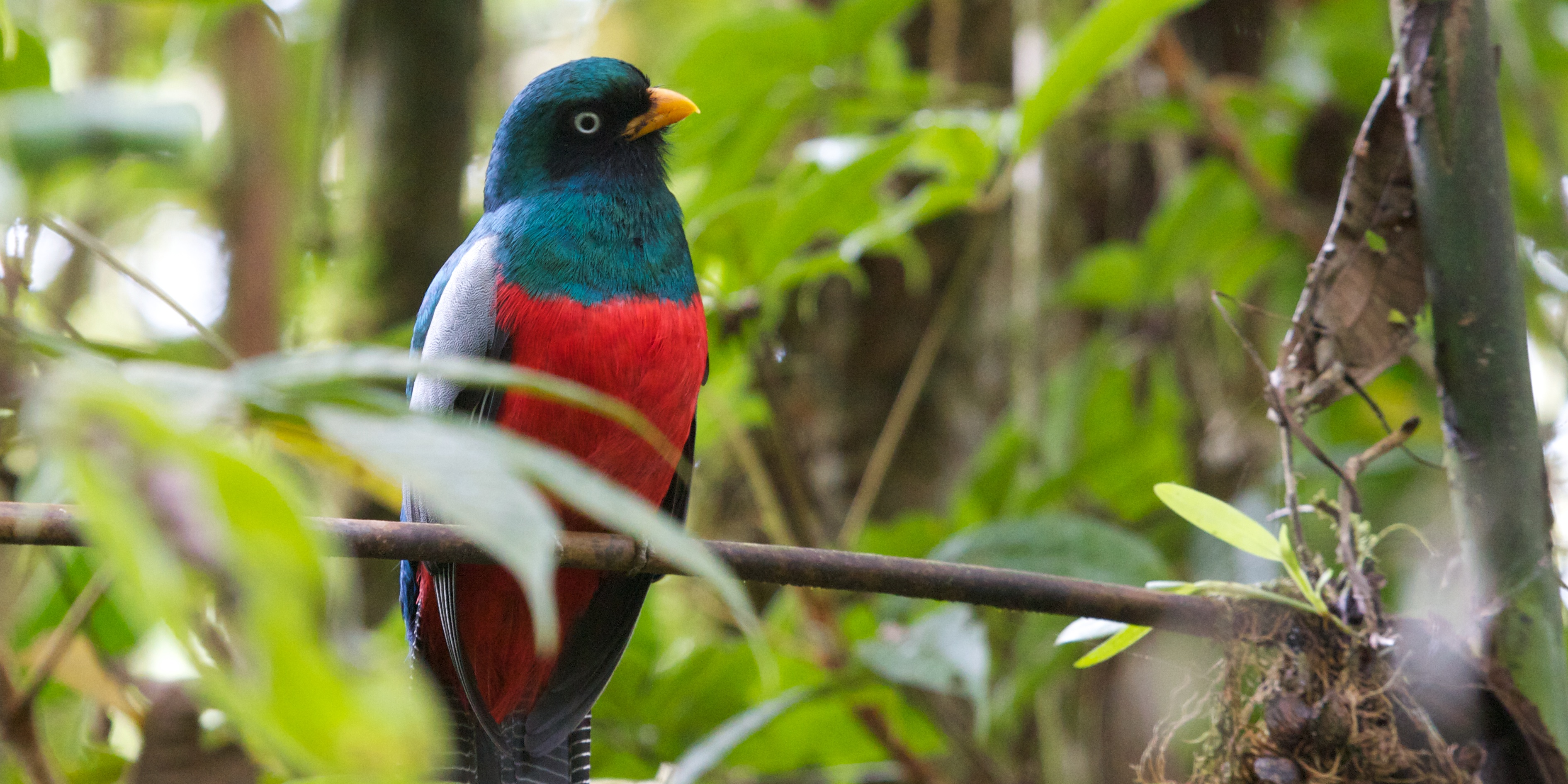
Самец

Сезон размножения ястребинохвостого трогона длится с февраля по май. Гнездится в полости, вырытой в гнилом дереве или коряге, обычно между 5 и 8 м над землей.

## Охранный статус
МСОП оценил ястребинохвостого трогона как вызывающего наименьшее беспокойство, хотя его ареал ограничен, и считается, что его неопределенная популяция сокращается. «Однако разрушение среды обитания в пределах его ареала в настоящее время обширно, и необходима тщательная оценка состояния».